# Adolf Wolff (Ingenieur)
Adolf Wolff (* 8. März 1894 in Goslar; † 6. September 1964 in München) war ein deutscher Maschinenbauingenieur.
Nach seinem Studium an der TH Hannover arbeitete er zunächst für Hanomag, ab 1917 für Hohenzollern, bevor er 1919 zu Borsig nach Berlin ging.
Als Ingenieur bei Borsig war er ab 1922 an der Konstruktion der Einheitsdampflokomotiven der Deutschen Reichsbahn beteiligt. 1938 wurde er Nachfolger von August Meister als Oberingenieur bei Borsig. Ab 1932 war er u. a. für die Konstruktion der Schnellfahrlokomotive der Baureihe 05 verantwortlich. Eine Lokomotive dieser Baureihe, die 05 002, stellte am 11. Mai 1936 mit 200,4 km/h den Geschwindigkeitsweltrekord für Dampflokomotiven auf. 
Nach dem Zweiten Weltkrieg wechselte Adolf Wolff zu Krauss-Maffei nach München. Dort leitete er im Jahr 1950 die Reparaturen zur erneuten Inbetriebnahme der Baureihe 05 für die Deutsche Bundesbahn.